# فرودگاه آبی اکلاویک
فرودگاه آبی اکلاویک (به انگلیسی: Aklavik Water Aerodrome) یک فرودگاه همگانی است که یک باند فرود آب دارد. این فرودگاه در کشور کانادا قرار دارد و در ارتفاع ۲ متری از سطح دریا واقع شده‌است.